# 雙眼刺仿刺鎧蝦
雙眼刺仿刺鎧蝦（学名：Munidopsis bispinoculata）为鎧甲蝦科仿刺鎧蝦屬下的一个种。